# Алі аль-Магді
Алі аль-Магді (араб. المهدي علي بن محمد; 25 вересня 1305-1372) – імам Зейдитської держави у Ємені.